# 普萊恩堡 (紐約州)
普萊恩堡（英語：Fort Plain）是位於美國紐約州蒙哥馬利縣的村。

## 人口
根據2020年美國人口普查的數據，普萊恩堡的面積為3.63平方千米，當中陸地面積為3.48平方千米，而水域面積為0.15平方千米。當地共有人口1930人，而人口密度為每平方千米532人。